# Lê Lôi
Lê Lôi (29 tháng 6, 1920 - 1999) là một nhạc sĩ Việt Nam, nổi tiếng với ca khúc ''Đóng nhanh lúa tốt'' (thơ của Huyền Tâm). Ông được truy tặng Giải thưởng Nhà nước về Văn học Nghệ thuật năm 2007.

## Tiểu sử và sự nghiệp
Lê Lôi sinh ngày 29 tháng 6 năm 1920, quê ở xã Đông Yên, huyện Quốc Oai, tỉnh Hà Tây (nay là Hà Nội), cư trú tại quận Đống Đa, Hà Nội. 
Trước Cách mạng Tháng Tám, ông là nghệ sĩ biểu diễn đàn violon tại các tiệm nhảy, phòng trà, rạp hát.
Năm 1946, ông công tác tại Phòng Thông tin huyện Quốc Oai, Ty Thông tin Sơn Tây, Sở Thông tin Liên khu III.
Năm 1950, ông về công tác tại Đài Tiếng nói Việt Nam.
Ông bắt đầu sáng tác âm nhạc từ năm 1947. Ca khúc Đóng nhanh lúa tốt (thơ của Huyền Tâm), sáng tác vào năm 1950 là thành công đầu tiên của ông trong việc khai thác, vận dụng dân ca, nhạc cổ truyền vào sáng tác ca khúc mới, nhưng vẫn giữ được bản sắc riêng. 
Là cán bộ biên tập âm nhạc của Đài Tiếng nói Việt Nam, ông vẫn viết đều đặn, phản ánh những vấn đề đặt ra từng giai đoạn trong cuộc sống xã hội vào sáng tác của mình.
Ông mất năm 1999.
Ông được truy tặng Giải thưởng Nhà nước về Văn học Nghệ thuật năm 2007 với các ca khúc: Đóng nhanh lúa tốt, Nhắn anh nhắn chị đường xa, Bác Hồ sống mãi với Tây Nguyên, Bài ca nữ anh hùng miền Nam và tác phẩm hòa tấu violon và piano Bình minh Hạ Long.

## Tác phẩm chính

### Ca khúc:
- Đóng nhanh lúa tốt,
- Nhắn anh nhắn chị đường xa,
- Bài ca nữ anh hùng miền Nam (1966),
- Bác Hồ sống mãi với Tây Nguyên (1969),
- Cả Hà Nội hành quân (1971),
- Đất nước ta đẹp lắm (1975),
- Tình ca từ đất mỏ Mông Dương (1982).

### Khí nhạc:
- Buổi sáng trên bến Hồng Gai (độc tấu violon),
- Trên tầng cao (tam tấu),
- Khúc nhạc quê hương (độc tấu violon)
- Bình minh Hạ Long (hòa tấu violon và piano)

### Tuyển tập:
- Tuyển tập ca khúc Lê Lôi và Album tác giả (Nxb. DIHAVINA và Hội Nhạc sĩ Việt Nam).

## Khen thưởng
- Huân chương Kháng chiến chống Pháp hạng Nhất
- Huân chương Kháng chiến chống Mỹ hạng nhất
- Huân chương Lao động hạng Nhì

## Vinh danh
- Giải thưởng Nhà nước về Văn học Nghệ thuật năm 2007